# 10e étape du Tour d'Espagne 2009

La dixième étape du Tour d'Espagne 2009 s'est déroulée le 8 septembre 2009 entre Alicante à Murcie sur 186 kilomètres. Cette étape est remportée par l'Australien Simon Gerrans. Alejandro Valverde, conserve la tête du classement général.

## Parcours
Cette étape débute en haute altitude. La majeure partie de l'étape est sans difficultés. Cependant, l'Alto de la Cresta del Gallo, juste avant l'arrivée, doit priver les sprinteurs d'une victoire.

## Récit
Issu d'un groupe de 19 coureurs, Simon Gerrans (Cervelo) s'est montré le plus rapide dans un sprint à quatre à Murcie. L'Australien a devancé Ryder Hesjedal (Garmin-Slipstream), Jakob Fuglsang (Team Saxo Bank) et Alexandre Vinokourov (Astana). Ce quatuor a pris le meilleur sur leurs compagnons de fugue dans la bosse dans le final. 

## Classement de l'étape
|    | Coureur                 | Pays       | Équipe                | Temps           |
| -- | ----------------------- | ---------- | --------------------- | --------------- |
| 1  | Simon Gerrans           | Australie  | Cervélo TestTeam      | 3 h 56 min 19 s |
| 2  | Ryder Hesjedal          | Canada     | Garmin-Slipstream     | m.t.            |
| 3  | Jakob Fuglsang          | Danemark   | Team Saxo Bank        | m.t.            |
| 4  | Alexandre Vinokourov    | Kazakhstan | Astana                | m.t.            |
| 5  | Adam Hansen             | Australie  | Team Columbia         | + 29 s          |
| 6  | Francisco Pérez Sánchez | Espagne    | Caisse d'Épargne      | + 31 s          |
| 7  | Christophe Riblon       | France     | AG2R La Mondiale      | + 37 s          |
| 8  | Karsten Kroon           | Pays-Bas   | Team Saxo Bank        | + 39 s          |
| 9  | Arnaud Gérard           | France     | La Française des jeux | m.t.            |
| 10 | Matteo Tosatto          | Italie     | Quick Step            | m.t.            |

## Classement général
|    | Coureur            | Pays       | Équipe            | Temps            |
| -- | ------------------ | ---------- | ----------------- | ---------------- |
| 1  | Alejandro Valverde | Espagne    | Caisse d'Épargne  | 40 h 26 min 41 s |
| 2  | Cadel Evans        | Australie  | Silence-Lotto     | + 7 s            |
| 3  | Robert Gesink      | Pays-Bas   | Rabobank          | + 36 s           |
| 4  | Tom Danielson      | États-Unis | Garmin-Slipstream | + 51 s           |
| 5  | Ivan Basso         | Italie     | Liquigas          | + 53 s           |
| 6  | Samuel Sánchez     | Espagne    | Euskaltel-Euskadi | + 1 min 03 s     |
| 7  | Damiano Cunego     | Italie     | Lampre-NGC        | + 2 min 04 s     |
| 8  | Ezequiel Mosquera  | Espagne    | Xacobeo Galicia   | + 2 min 24 s     |
| 9  | Haimar Zubeldia    | Espagne    | Astana            | + 3 min 01 s     |
| 10 | Tadej Valjavec     | Slovénie   | AG2R La Mondiale  | + 3 min 13 s     |

## Classements annexes
| Classement par points | Classement par points | Classement par points | Classement par points | Classement par points |
| Rang                  | Cycliste              | Pays                  | Équipe                | Pts                   |
| --------------------- | --------------------- | --------------------- | --------------------- | --------------------- |
|                       | André Greipel         | Allemagne             | Team Columbia-HTC     | 85                    |
| 2                     | Tom Boonen            | Belgique              | Quick Step            | 75                    |
| 3                     | Tyler Farrar          | États-Unis            | Garmin-Transitions    | 67                    |

| Grand Prix de la montagne | Grand Prix de la montagne | Grand Prix de la montagne | Grand Prix de la montagne | Grand Prix de la montagne |
| Rang                      | Cycliste                  | Pays                      | Équipe                    | Pts                       |
| ------------------------- | ------------------------- | ------------------------- | ------------------------- | ------------------------- |
|                           | David de la Fuente        | Espagne                   | Fuji-Servetto             | 64                        |
| 2                         | David Moncoutié           | France                    | Cofidis                   | 60                        |
| 3                         | Pieter Weening            | Pays-Bas                  | Rabobank                  | 48                        |

| Combiné | Combiné            | Combiné   | Combiné          | Combiné |
| Rang    | Cycliste           | Pays      | Équipe           | Pts     |
| ------- | ------------------ | --------- | ---------------- | ------- |
|         | Cadel Evans        | Australie | Silence-Lotto    | 18      |
| 2       | Alejandro Valverde | Espagne   | Caisse d'Épargne | 20      |
| 3       | Damiano Cunego     | Italie    | Lampre           | 25      |

| Classement par équipes | Classement par équipes | Classement par équipes | Classement par équipes | Classement par équipes |
| Rang                   | Pays                   | Équipe                 | Temps                  |                        |
| ---------------------- | ---------------------- | ---------------------- | ---------------------- | ---------------------- |
|                        | Caisse d'Épargne       | Espagne                | en 121 h 21 min 33 s   |                        |
| 2                      | Astana                 | Kazakhstan             | + 4 min 32 s           |                        |
| 3                      | Fuji-Servetto          | Espagne                | + 7 min 04 s           |                        |

## Abandons
- Thomas Rohregger  (Team Milram)
- José Antonio Lopez (Andalucía-Cajasur)